# La terra è liberata (Apollo e Dafne)

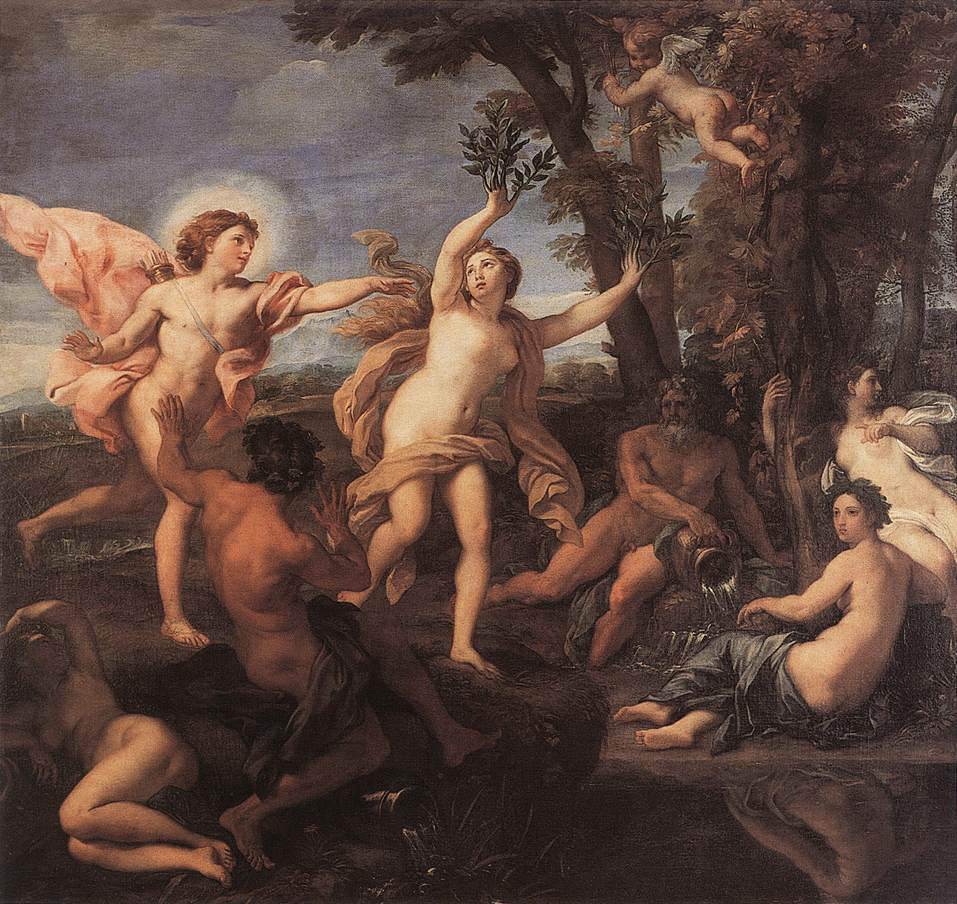
Apolo persiguiendo a Dafne (1681) por Carlo Maratta.

La terra è liberata (Apollo e Dafne) HWV 122 es una cantata secular compuesta por Georg Friedrich Händel entre 1709-10 basada en el mito de Apolo y Dafne. Händel comenzó la obra en Venecia en 1709, pero la terminó en Hanover después de llegar en 1710 para asumir el cargo de Kapellmeister del Elector, quien posteriormente sería rey Jorge I de Gran Bretaña. La obra es una de las cantatas más ambiciosas de Händel, y es un indicativo de la brillante carrera operística que desarrollaría en los siguientes 30 años de vida.
La obertura original de la obra se ha perdido y generalmente se interpreta en su lugar otra obra instrumental del autor. La instrumentación de la cantata es brillante pues Händel añade una flauta, un par de oboes y un fagot a las acostumbradas cuerdas. Tiene dos personajes: Apolo (Apollo), cantado por un bajo, y Dafne (Daphne), interpretada por una soprano. No hay parte para el coro. La interpretación de la obra dura unos cuarenta minutos.

## Sinopsis
Apolo, que ha liberado a Grecia de la tiranía matando al amenazador dragón Pitón, tiene un estado de ánimo arrogante. Alardea de que ni el arco de Cupido puede equipararse a su propio arco y flechas; sin embargo, su presunción se ve derrotada cuando ve a la bella Dafne. Apolo al instante se enamora y despliega todo su encanto intentando lograr el favor de Dafne. Naturalmente desconfiada, ella rechaza sus proposiciones, afirmando que ella preferiría morir antes que perder su honor. Apolo insiste con más fuerza, y la sujeta físicamente. Cuando todo parece perdido, Dafne consigue liberarse de su abrazo transformándose en un laurel. Demostrando gran pena, Apolo afirma que sus lágrimas regarán sus hojas verdes y que sus ramas triunfales se usarán para coronar a los grandes héroes.